# Deepika Padukone
Deepika Padukone (Kannada: ದೀಪಿಕಾ ಪಡುಕೋಣೆ) (Kopenhagen, 5 januari 1986) is een Indiase filmactrice en model. Ze acteert voornamelijk in Bollywoodfilms en heeft al verschillende prijzen gewonnen. Ook verschijnt ze in allerlei reclamefilmpjes. Ze is ambassadrice van verschillende merken, zoals Nescafe en Yamaha. Haar grote doorbraak kwam met haar Hindi debuut film de blockbuster Om Shanti Om (2007) waarin ze samen met Shah Rukh Khan te zien was.

## Model en ambassadrice
Padukone is een dochter van de Indiase badmintonspeler Prakash Padukone en reisagente Ujjala Padukone. Ze werd geboren toen haar vader in Denemarken trainde. Tijdens haar middelbareschooltijd in Bangalore speelde ze badminton op een behoorlijk hoog niveau, maar ze besloot hierin uiteindelijk niet verder te gaan. Ze ging zich richten op een loopbaan als model. Tijdens de vijfde Kingfisher Fashion Awards werd ze uitgeroepen tot 'model van het jaar' en kort daarop werd ze uitgekozen als een van de modellen voor de Kingfisher Zwemkleding-kalender voor 2006. Ook won ze twee Idea Zee Fashion Awards. In de jaren erna was ze model voor verschillende Indiase merken, variërend van tandpasta en limonade tot en met juwelen, en werd onder meer ambassadrice van Levi Strauss. Haar internationale doorbraak kwam toen ze het nieuwe gezicht werd van cosmetica-merk Maybelline.

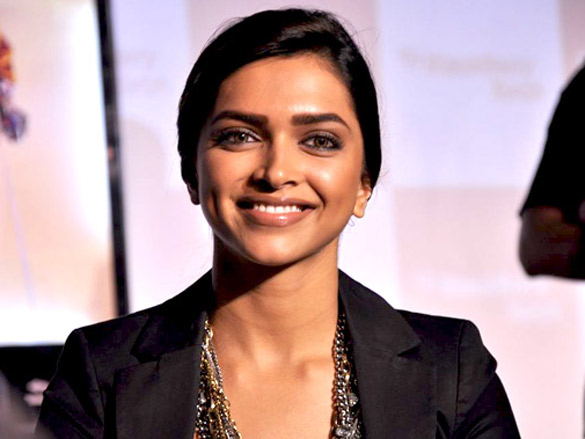
Deepika Padukone in 2012

## Filmloopbaan
Ze maakte haar filmdebuut in 2006 in de romantische komedie Aishwarya, met als tegenspeler Upendra. Deze Kannada-film was een commercieel succes. Een jaar later debuteerde ze in een Hindi-film: de knaller Om Shanti Om, een melodrama waarin ze twee rollen speelde, met als tegenspeler Shah Rukh Khan. Ze kreeg hiervoor een Filmfare Award in de categorie 'Beste Vrouwelijke debuut'. Hierna volgden onder meer Bachna Ae Haseeno (2008), de hit Love Aaj Kal (2009), de thriller Karthik Calling Karthik (2010), de hit Housefull (2010), Lafangey Parindey (2010), Break Ke Baad (2010) en Aarakshan (2011) met onder meer Amitabh Bachchan. In 2013 acteerde ze in de actiethriller Race 2, waarin verder onder meer Saif Ali Khan en John Abraham optreden. In 2014 debuteerde ze in een Tamil-film, Kochadaiyaan, met als hoofdrolspeler de superster Rajinikanth. Ook verscheen ze als Serena in 2017 in xXx: Return of Xander Cage als hoofdpersonage naast Vin Diesel.

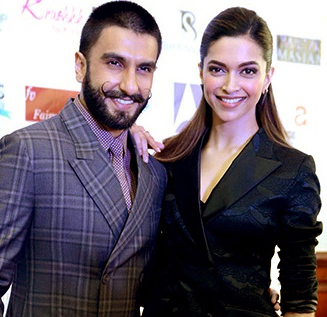
Ranveer Singh & Deepika Padukone tijdens een persconferentie van de film ‘Bajirao Mastani’ in Delhi (2015)

## Trivia
- Deepika en Guru Dutt delen dezelfde achternaam, namelijk Padukone.
- Ze heeft één zus Anisha Padukone.
- Ze trouwde in november 2018 met acteur Ranveer Singh aan het Comomeer, Italië.
- Deepika kreeg in maart 2019 een eigen wassenbeeld in het Madame Tussauds.